# Richard Sitarčík
Richard Sitarčík (* 16. března 1977) je bývalý český fotbalový záložník.

## Fotbalová kariéra
V české lize hrál za FK Jablonec a FK Baník Most. Nastoupil ve 19 utkáních a dal 1 gól. V nižších soutěžích hrál i za FK Arsenal Česká Lípa a FK Varnsdorf.

## Ligová bilance
| Ročník                            | Zápasy | Góly | Klub                |
| --------------------------------- | ------ | ---- | ------------------- |
| 1. česká fotbalová liga 1994/1995 | 5      | 1    | FK Jablonec         |
| 1. česká fotbalová liga 1995/1996 | 3      | 0    | FK Jablonec         |
| Gambrinus liga 1997/1998          | 1      | 0    | FK Jablonec         |
| Gambrinus liga 1998/1999          | 1      | 0    | FK Jablonec         |
| Česká fotbalová liga 1998/1999    | -      | 9    | SK Slovan Varnsdorf |
| Česká fotbalová liga 2002/2003    | -      | 10   | SK Slovan Varnsdorf |
| Gambrinus liga 2005/2006          | 9      | 0    | FK Baník Most       |
| CELKEM 1. česká fotbalová liga    | 19     | 1    |                     |